# Consum de mamífers marins com a aliment

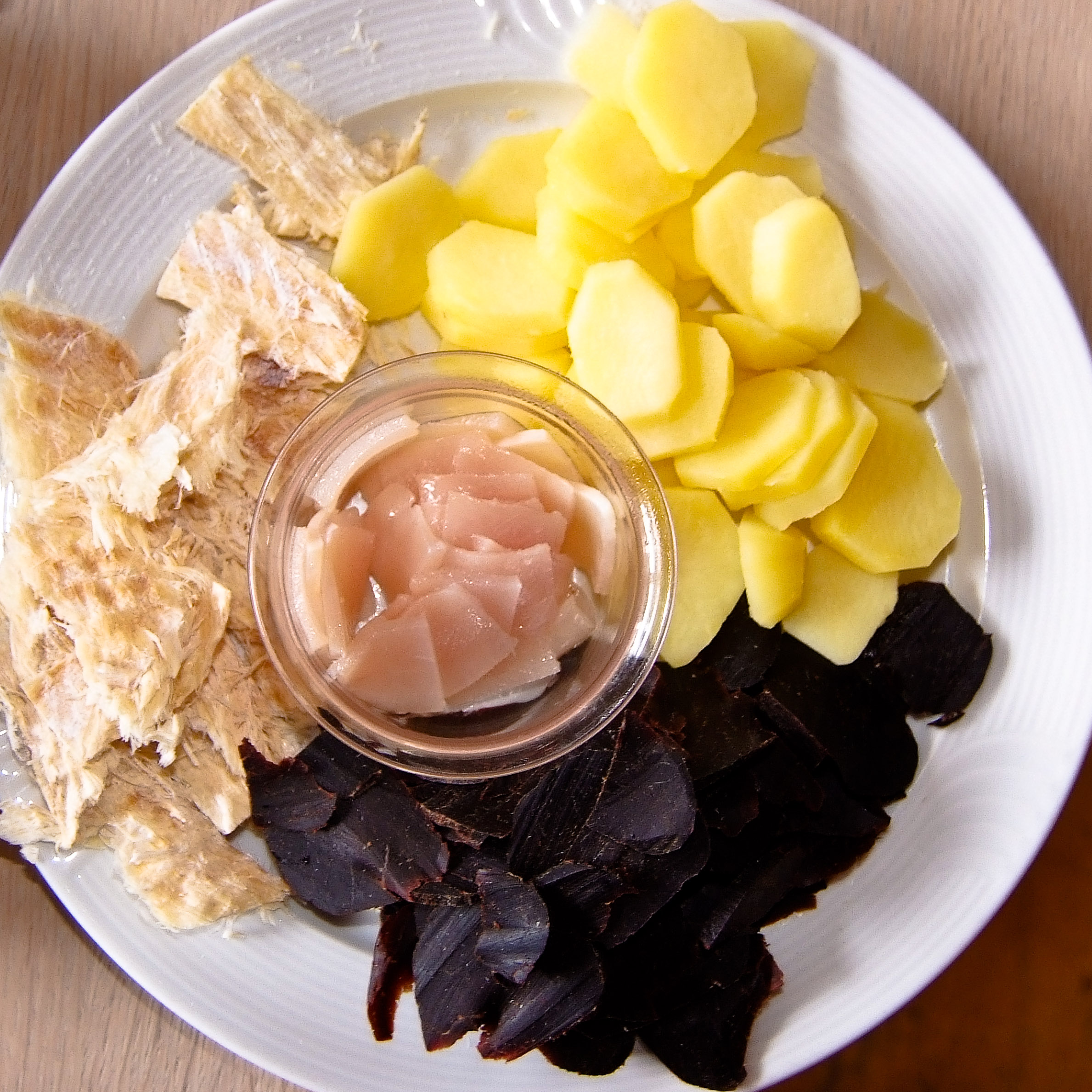
Carn (a baix), i greix (centre) de cap d'olla negre amb peix assecat (esquerra) i patates a les illes Fèroe

El consum de mamífers marins com a aliment afecta diverses parts del cos dels mamífers marins, principalment la carn i el greix. Segons un estudi publicat el 2011, des del 1990 es consumien almenys 87 espècies de mamífers marins en com a mínim 114 països. Hi ha tensions entre els activistes que reclamen una protecció total per als mamífers marins i els partidaris de fer-ne una explotació sostenible. El dugong i el dofí d'estuari atlàntic són dues espècies que han patit un declivi demogràfic significatiu a causa de la demanda de carn. El comerç de mamífers marins sovint és il·legal.